# IBM 5110
IBM 5110 je računalo koje je na tržište izašlo u siječnju 1978. godine. Nasljednik je modela IBM 5100.
U kućištu računala nalazio se procesor, tipkovnica i zaslon od 1.024 znaka. Ovisno o modelu, kapacitet glavne memorije je 16K, 32K, 48K ili 64K. Kapacitet pohrane modela 1 je do 204.000 bajta informacija po kaseti ili 1,2 milijuna bajta na disketi (po izboru), a model 2 je podatke pohranjivao samo na disketi. Mogle su se priključiti do dva disketna pogona IBM 5114 (s po dva pogona), ukupnog kapaciteta pohrane od 4,8 milijuna bajta. Povučen je s tržišta u ožujku 1982. Nasljednik računala IBM 5110 je IBM 5120.